# Nadroga-Navosa
Nadroga-Navosa (Nadroga: Nadrogā-Navoha) ist eine der vierzehn fidschianischen Provinzen (yasana) und gehört zu den acht Provinzen auf Viti Levu, der größten Insel von Fidschi. Die Provinz in der Western Division umfasst eine Fläche von ca. 2.385 km² und erstreckt sich über die südwestlichen und zentralen Teile von Viti Levu. Zur Provinz gehört auch der Mamanuca-Archipel vor der Westküste von Viti Levu, Vatulele (nad.: Vahilele), sowie das abgelegene Ceva-i-Ra im Südwesten. 2017 wurden 58.931 Einwohner gezählt. Damit handelt es sich um die fünftgrößte Provinz. Der Hauptort ist Sigatoka, welcher allein schon ca. 9700 Einwohner hat.

## Geographie
Nadroga-Navosas erstreckt sich von der Südküste weit ins Zentrum der Insel nach Nordosten. Während der Norden komplett an die Provinz Ba grenzt, schließen sich im Osten die Provinzen Naitasiri, Namosi und Serua der Central Division an. Das Gebiet um den Berg Vatakasa mit einem Stützpunkt der Fiji Electricity Authority (Monasavu Depot) schiebt sich weit in die Provinz Naitasiri hinein.
Der Hauptort ist Sigatoka in der Nähe der Mündung des Sigatoka River. Daneben gibt es noch die größeren Orte Korolevu, Tuvu, Draiba, Saweni und Maveni im Hinterland, sowie die Küstenorte Navutu, Sanasana, Malomalo, Yadua, Korotogo, Vatua und Komave.
Die Küste von Nadroga ist bekannt für die weißen Sandstrände. Navosa im Gegenzug ist das wenig besiedelte Hinterland mit Flüssen, tiefen Schluchten und steilen Bergen. In den hügeligen Gebieten leben Pferde wild. Die Inseln der Mamanucas vor der Westküste sind ein beliebtes Touristenziel, vor allem für Surfer. Die Küste gehört zur Coral Coast mit Hotels wie dem Shangri-La's Fijian Resort, Outrigger Fiji Beach Resort, Intercontinental Fiji Golf Resort & Spa und anderen. Beliebte Ziele sind auch Tavarua Island, Natadola Beach, Korotogo, Sigatoka, die Sigatoka Sand Dunes und das Sigatoka Valley, die so genannte „Salad Bowl of Fiji“" (Valley Road).

## Sehenswürdigkeiten
Die Sigatoka Sand Dunes sind ein UNESCO-Welterbe und einer von Fidschis bedeutendsten archäologischen und historischen Orten. Die Dünen liegen etwa einen Kilometer vom Zentrum von Sigatoka entfernt. Im Juli 1989 wurden sie als Fidschis erster Nationalpark unter die Verwaltung des National Trust of Fiji Islands gestellt. Die Dünen bedecken ein Gebiet von 650 ha und bestehen aus einer einzigartigen Kombination von geomorphologischen, ökologischen, kulturellen und ästhetischen Merkmalen. Der Nationalpark hat große Bedeutung für Umweltbildung und Freizeitgestaltung.
Weitere historische Stätten sind das Tavuni Hillfort (eine alte tonganische Festung im Sigatoka Valley) und die Momi Gunsite (der Standort von zwei Kanonen mit großer Reichweite und ein Wachtposten über der Momi Bay aus dem Zweiten Weltkrieg). Kula Eco Park ist ein weiteres Zentrum für den Schutz der einheimischen Flora und Fauna.
In Nadroga gab es eine Siedlung der Lapita-Kultur, welche als die erste in der Region angesehen wird. Die Stätte liegt bei Bourewa und Nadroga war auch einer der größten Staaten von Fidschi in vorkolonialer Zeit.

## Kultur
Die Bevölkerung von Nadroga/Navosa gilt als besonders gastfreundlich, weshalb auch die Tourismusindustrie in der Provinz stark ausgeprägt ist. Die iTaukei von Nadroga/Navosa sprechen ihren eigenen Dialekt und unterscheiden sich auch in kulturellen Aspekten. Eine große Zahl der männlichen Population lebt Transgender.
Traditionelle Töpferkunst nach dem Vorbild der Lapita-Kultur wird gepflegt und es wird auch Masi (Tapa-Rindenbaststoff) in Vatulele hergestellt; ein weiterer Handwerkszweig ist die traditionelle Herstellung von Salz.

## Verwaltung
Die Provinz Nadroga-Navosa Province untersteht der Verantwortung des Fiji Ministry of iTaukei Affairs, welches durch das Nadroga-Navosa Provincial Council repräsentiert ist. Das Council wird von dem Na Kalevu Ratu Sakiusa Makutu geleitet, der gleichzeitig der oberhäuptling der Provinz ist. Ratu Sakiusa ist einer der einflussreichen Häuptlinge, der auch für nationale Belange zuständig ist. Die Provinz hat daneben auch drei Abgeordnete im Parlament von Fidschi.

### Distrikte
Nadroga-Navosa ist aufgeteilt in die Distrikte (tikina) Cuvu, Nasigatoka, Tuwa, Malomalo, Wai, Malolo, Naqalimare, Namataku, Noikoro, Conua, Raviravi, Nokonoko, Waicoba, Mavua, Bemana, Navatusila, Koroinasau, Komave, Korolevu I Wai, Nasikawa, Nadrau und Vatulele.

### Teilung von Nadroga and Navosa
Am 5. November 2008 kündigte der Interim Indigenous Affairs Minister einen Vorschlag an, die Provinz in zwei Provinzen Navosa und Nadroga aufzuteilen. Diese Idee wurde von Kalevu, dem Oberhäuptling von Nadroga/Navosa gebilligt.

### Christian State
2015 gab es eine Bewegung, die versuchte, einen „Christian state“ in Nadroga-Navosa zu errichten. Der Chief of Police, Ben Groenewald, betrachtete diese Bewegung als „harmless cult“ (Harmlose religiöse Strömung), während der damalige Premierminister Frank Bainimarama eine ernste Bedrohung sah und eine Schließung durch das Militär anordnete.

## Wirtschaft
Nadroga-Navosa ist einer der größten provinziellen Wirtschaftssektoren in Fidschi. Das Gebiet trägt den Spitznamen „Coral Coast“ und Nadroga hat viele Hotels und Resorts außerhalb von Nadi. In letzter Zeit gab es umfangreiche internationale Wohnbauprojekte. Tourismus ist einer der größten Wirtschaftszweige und es gibt auch Zuckerrohranbau.
Nadroga wird auch als Salad Bowl of Fiji bezeichnet, besonders das Sigatoka Valley, wo ein Großteil der Früchte, Gemüse und Gewürze in Fidschi angebaut wird. Dalo (Taro), ein charakteristisches Gewächs des östlichen Fidschi, ist in Nadroga nicht so weit verbreitet. Cassava (tapioca) wird für den einheimischen Markt und für den Export produziert.
In den letzten zehn Jahren ist der Zuckerrohranbau zurückgegangen, da die Landwirte eine größere Bandbreite an Produkten anbauen wollen.
Früher gab es auch Rindfleischproduktion in größerem Umfang durch das staatlich geförderte Yalavou Cattle Scheme.

## Sport
Aus Nadroga/Navosa stammt der bedeutendste Athlet Fidschis, Iliesa Delana, der die erste Goldmedaille bei den Paralympischen Spielen 1964 für Fidschi gewann.
Rugby ist Breitensport in Nadroga, weshalb die Provinz sowohl in den Wettbewerben, als durch die Spieler für die Nationalmannschaft stark vertreten ist. Das Nadroga Rugby Team hat bis 2017 111 Mal den prestigereichen Farebrother-Sullivan Cup gewonnen. Allein von 1971 bis 1979 gewannen sie den Cup neun Mal in Folge und das Team der „Stallions“ hat den Fiji Rugby Union Cup bereits 26 Mal gewonnen.
Fidschis zweitgrößte Arena, Lawaqa Park, steht in der Provinzhauptstadt Sigatoka.
Nadroga ist auch bekannt für den jährlichen Bilibili Race, eine Sportveranstaltung für Angestellte der Hotels und Resorts an der Coral Coast. Neben Tauziehen (tug-of-war), Sackhüpfen (sack race) und anderen Wettbewerben ist das Hauptereignis das „bilibili“-Rennen (Bambusfloß) am Sigatoka River.
Weitere Sportarten:
Daneben kommen mehrere Box-Champions aus Nadroga/Navosa:
Mitieli Navuilawa, Paula Kavika, Niko Degei, Mosese Kavika, Sakeasi Dakua, Luke Sisiwa, Iliavi Bose, Jone Mataitini, Ilatia Vaka und Saiyad Hussein. In Football errang der Nadroga FC drei Mal den Nationalen Titel. In Leichtathletik sind vor allem Napolioni Kurucibi, Mereoni Vibose und Temesia Kaumaiya zu erwähnen.

## Persönlichkeiten
- Rajesh Chandra, ehemaliger Präsident der University of the South Pacific (USP)
- Viliame Gavoka, CEO of Fiji Visitors Bureau, General Manager of Resorts und Mitglied der Oppositionspartei Sodelpa
- Aiyaz Sayed-Khaiyum, Attorney General (Generalstaatsanwalt) seit 2007
- Apimeleki Qiliho, erster einheimischer Bischof von Fidschi der Anglikanischen Kirche
- Gabriel Sharma, Anglican Episcopal-Bischof von Western Viti Levu
- Lekh Ram Vayeshnoim, ehemaliger MP und Minister of Youth and Sports

### Rugby-Spieler
- Noa Nadruku
- Kavekini Nalaga (* 1965)
- Akuila Uate (NRL New Castle Knights)
- Lote Tuqiri (* 1979)